# 言語障礙
言語障礙（Speech and language impairment），是包括聽覺、說話的能力、語言能力等等溝通問題的總稱。聽覺問題一般會交由耳科醫生處理，而語言病理學家或語言治療師則負責診斷、治療一個人的說話及語言能力。第一大類是發音問題（Speech disorder），包括構音問題（articulation）：「構音」指的是產生語言的過程，是由胸腔呼出支氣流，經過聲帶振動發出的音源，以唇、舌、顎、咽等構音器官的摩擦或阻斷的動作，發出各種語音的機能，因此，構音障礙指的是無法運用嘴唇、舌頭及口腔構成正確的輔音或元音；語音問題（voice）：難以控制聲帶，以至難以控制聲音的高低或音量；以及流暢問題（fluency）：無法以正常的速度流暢地說話，或無法適當地強調音節。第二大類是語言障礙（Language disorder），包括無法將字詞組合起來運用，無法掌握文法的規則等等。當中的原因是語義學及語用學研究的課題。
兒童學習語言的過程，若比同齡兒童的平均水平緩慢，則可能是語音發展遲緩（或稱構音障礙，Speech Delay）和語言發展遲緩（Language Delay）的問題。

## 分類
發音的障礙包括：
- 言語失用（Apraxia）－是一種神經系統疾病。肇因於大腦損傷妨礙患者在執行說話這項複雜指令時，其運動言語排序出現問題，導致難以發出某些音節或單詞。此種困難並非由於肌肉無力，而是大腦和身體的特定部位之間的肌肉收縮序列無法協調。[2]
- 吶語症/構音障礙（Dysarthria、痙攣型吶語症、弛緩型吶語症）－指腦部或神經受損，導致起源於大腦皮質運動區的神經衝動，經由運動路徑傳送至肌肉的言語機制控制異常，導致肌肉在發出語音時，出現弛緩、痙攣、運動不及、運動過度或運動失調的情形。[3]
- 口面肌病（Orofacial myological disorders、顏面功能障礙/Orofacial myofunctional disorders）－是舌頭在發音時不受控地過度伸前，以致一些語音如"s"會讀成'th"等等。
- 發音障礙（Speech sound disorder/SSD）－是無法控制舌頭、嘴唇或口腔肌肉去發出特定的聲音，而省略了、改變了或增添了一些聲音，如無法發出英語的"th"音、英語的"r"音等等。
- 口吃（Stuttering）－指一個人難以流暢地說完整的句子，在說話中不必要地重覆音節、停頓或延長。口吃可以是生理、神經或心理的問題。
- 語音障礙（Voice disorders/List of voice disorders）－是指聲帶發聲困難，甚至完全無法發聲。特點是聲帶的震動薄弱而多空氣聲，嘶啞刺耳，或只能間歇發聲，過量或不足地使用鼻音等等。原因可能是天生的，也可能是後天過度運用聲帶，或因疾病或創傷，導致聲帶結節或長了息肉；也可能是聲帶麻痺，在需要打開聲帶時聲帶卻關閉；也可能是痙攣性發聲障礙，是聲帶過度緊張，導致發聲時抽筋或顫抖。

語言的障礙包括：
- 語言學習障礙（Language-based learning disabilities）－是指一個智商正常的人，學習語言有障礙，閱讀、記憶生字、寫字等等的語言能力低於同齡人的平均水平。
- 选择性缄默症（Selective mutism/選擇性失語症）－是指兒童在某些場合突然無法說話，但在其它環境下又能夠自然地說話，通常在兒童開始上學時發現。
- 失語症（Aphasia）－是特定腦區損傷而喪失產生語言或理解語言和運用語言之能力。

## 診斷的方法
言語障礙患者若同時有聽覺問題，或有飲食吞嚥的困難，則需要透過理學檢查、功能性檢查、斷層掃描、內視鏡等方式確診。
診斷之判別亦透過跨領域團隊，由語言治療師、耳鼻喉科醫生、復健科醫師、神經內外科醫師、身心科醫師等醫療人員進行診治。通常語言治療師會依據患者是語言、言語、認知、嗓音、吞嚥、聽覺及溝通方面的問題，加以練習發聲的肌肉訓練，心理和精神科的診治等項目。

## 延伸閱讀
- American Journal of Speech-Language Pathology - Articles in Press
- Journal of Communication Disorders - Articles in Press
- DeThorne, Laura S.; Cynthia J. Johnson , Louise Walder, Jamie Mahurin-Smith. . American Journal of Speech-Language Pathology. 2009-05, 18 (2): 133–145  [2010-08-15]. PMID 18930909. doi:10.1044/1058-0360(2008/07-0090). （原始内容存档于2010-07-16）.
- Maas, Edwin; Donald A. Robin, Shannon N. Austermann Hula, Skott E. Freedman, Gabriele Wulf, Kirrie J. Ballard, Richard A. Schmidt. . American Journal of Speech-Language Pathology. 2008-08, 17 (3): 277–298  [2010-08-15]. PMID 18663111. doi:10.1044/1058-0360(2008/025). （原始内容存档于2010-07-16）.
- DeBonis, David A.; Deborah Moncrieff. . American Journal of Speech-Language Pathology. 2008-02, 17 (1): 4–18  [2010-08-15]. PMID 18230810. doi:10.1044/1058-0360(2008/002). （原始内容存档于2010-07-16）.
- Schlosser, Ralf W.; Oliver Wendt. . American Journal of Speech-Language Pathology. 2008-08, 17 (3): 212–230  [2010-08-15]. PMID 18663107. doi:10.1044/1058-0360(2008/021). （原始内容存档于2010-07-16）.
- Clark, Heather M. . American Journal of Speech-Language Pathology. 2003-11, 12 (4): 400–415  [2010-08-15]. PMID 14658992. doi:10.1044/1058-0360(2003/086). （原始内容存档于2010-07-16）.

## 外部連結
- American Speech-Language-Hearing Association （页面存档备份，存于）
- American Academy of Audiology
- Auditory Processing Disorder in the UK (APDUK) （页面存档备份，存于）
- Canadian Association of Speech-Language Pathologists & Audiologists （页面存档备份，存于）
- Controversial Practices in Children's Speech Sound Disorders - Oral Motor Exercises, Dietary Supplements, Auditory Integration Training （页面存档备份，存于）
- Apraxia-Kids Glossary of Common Acronyms and Abbreviations
- National Aphasia Association （页面存档备份，存于）
- National Association of Special Education Teachers: Speech and Language Impairment （页面存档备份，存于）
- National Center for Voice and Speech  （页面存档备份，存于）
- Speech and Language Development （页面存档备份，存于）
- Speech & Language Milestone Chart （页面存档备份，存于）
- Talking Point[永久]
- Voice Matters （页面存档备份，存于）